# Horstmar

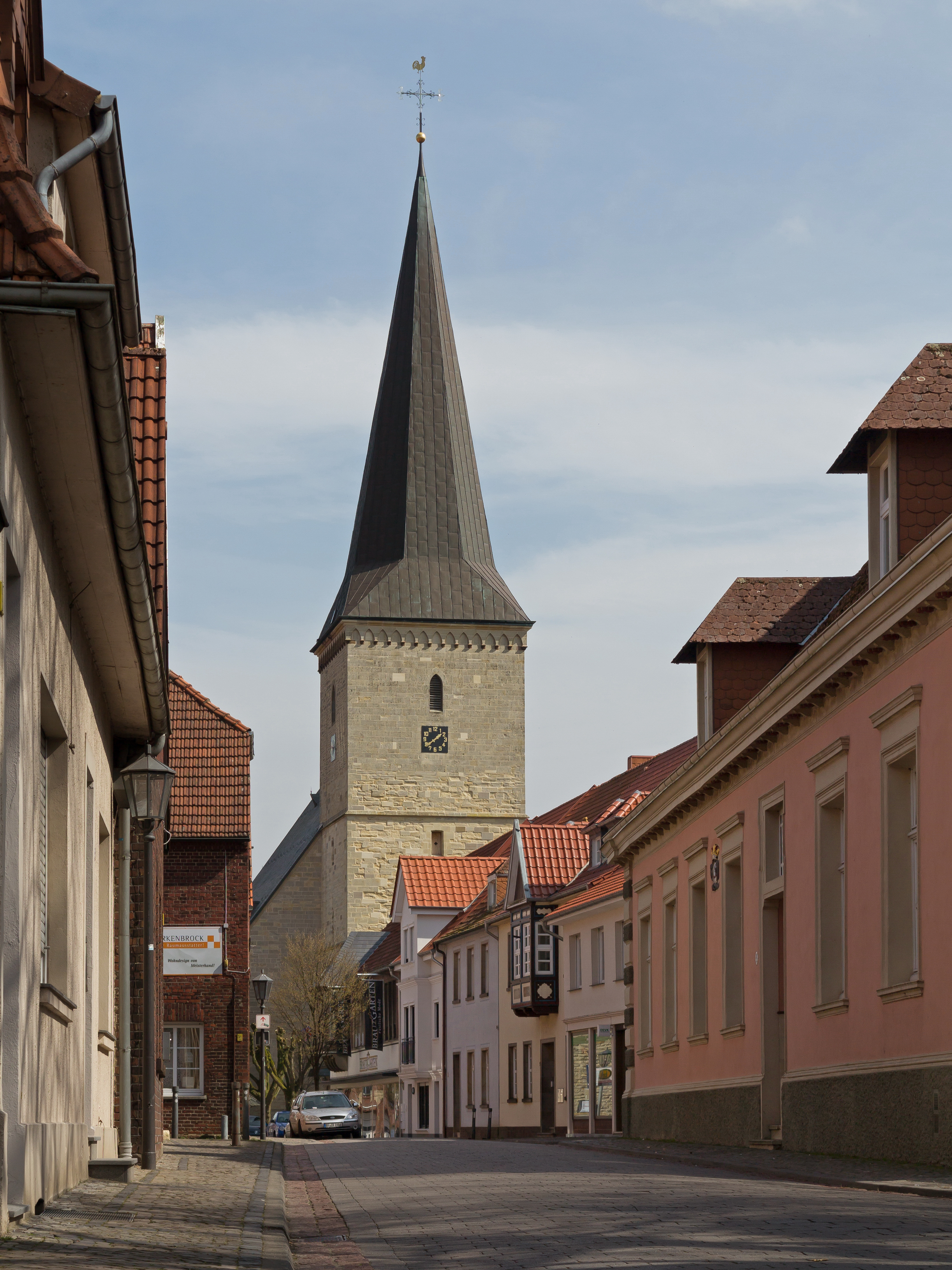
Horstmar, église (die Sankt Gertrudis Kirche) dans la rue

Horstmar est une ville de Rhénanie-du-Nord-Westphalie (Allemagne), située dans l'arrondissement de Steinfurt, dans le district de Münster, dans le Landschaftsverband de Westphalie-Lippe.